# Guerra delle cola
La guerra delle Cola è stata una rivalità delle aziende di maggior successo di bevande analcoliche tra la Coca-Cola Company e PepsiCo, che hanno intrapreso campagne di marketing reciprocamente mirate per la competizione diretta fra le linee di prodotto di ciascuna azienda, in particolare dei prodotti di punta, ovvero Coca-Cola e Pepsi, a partire dagli anni '70 e fino agli anni '80.

## Storia
Le due aziende introdussero tecniche pubblicitarie, come la prima sponsorizzazione di una celebrità per la Coca-Cola e la sua bottiglia contour del 1915. Tuttavia, l'instabilità del mercato dopo la Prima guerra mondiale costrinse la Pepsi a dichiarare bancarotta nel 1923. Nel 1931, la Pepsi fallì nuovamente, ma si riprese e iniziò a vendere i suoi prodotti a 5 centesimi a bottiglia, il che l'aiutò a rimanere competitiva sul mercato. La Pepsi si rivolse alla Coca-Cola con un'offerta di vendita dopo entrambi i fallimenti, ma la Coca-Cola rifiutò.
Joya Williams, segretaria del direttore del marchio globale della Coca-Cola, cospirò per vendere la formula segreta nel 2006 insieme ai suoi complici Ibrahim Dimson ed Edmund Duhaney alla Pepsi per 1,5 milioni di dollari; tuttavia, la Pepsi non l'acquistò e invece denunciò l'offerta illegale alla Coca-Cola e all'FBI. Alla fine, l'FBI intraprese un'investigazione sotto copertura che portò all'arresto di Williams e dei suoi complici.

### La fallita rivoluzione del 1985: laNew Coke
Arrivati agli anni '80 la Coca Cola stava perdendo quote di mercato in favore di bevande energetiche a basso contenuto di zuccheri: a seguito di vari esperimenti ne nacque nel 1985 un tentativo di voler "svecchiare" la fortunata formula del prodotto di 100 anni prima, introducendo la New Coke che, però, non incontrò assolutamente il favore dei milioni di clienti e fu rapidamente sostituita dopo appena 3 mesi da quella "classica" come bevanda principale del marchio.